# Dubrave (kanton dziesiąty)
Dubrave – wieś w Bośni i Hercegowinie, w Federacji Bośni i Hercegowiny, w kantonie dziesiątym, w gminie Glamoč. W 2013 roku pozostawała niezamieszkana.